# Nelson Annandale

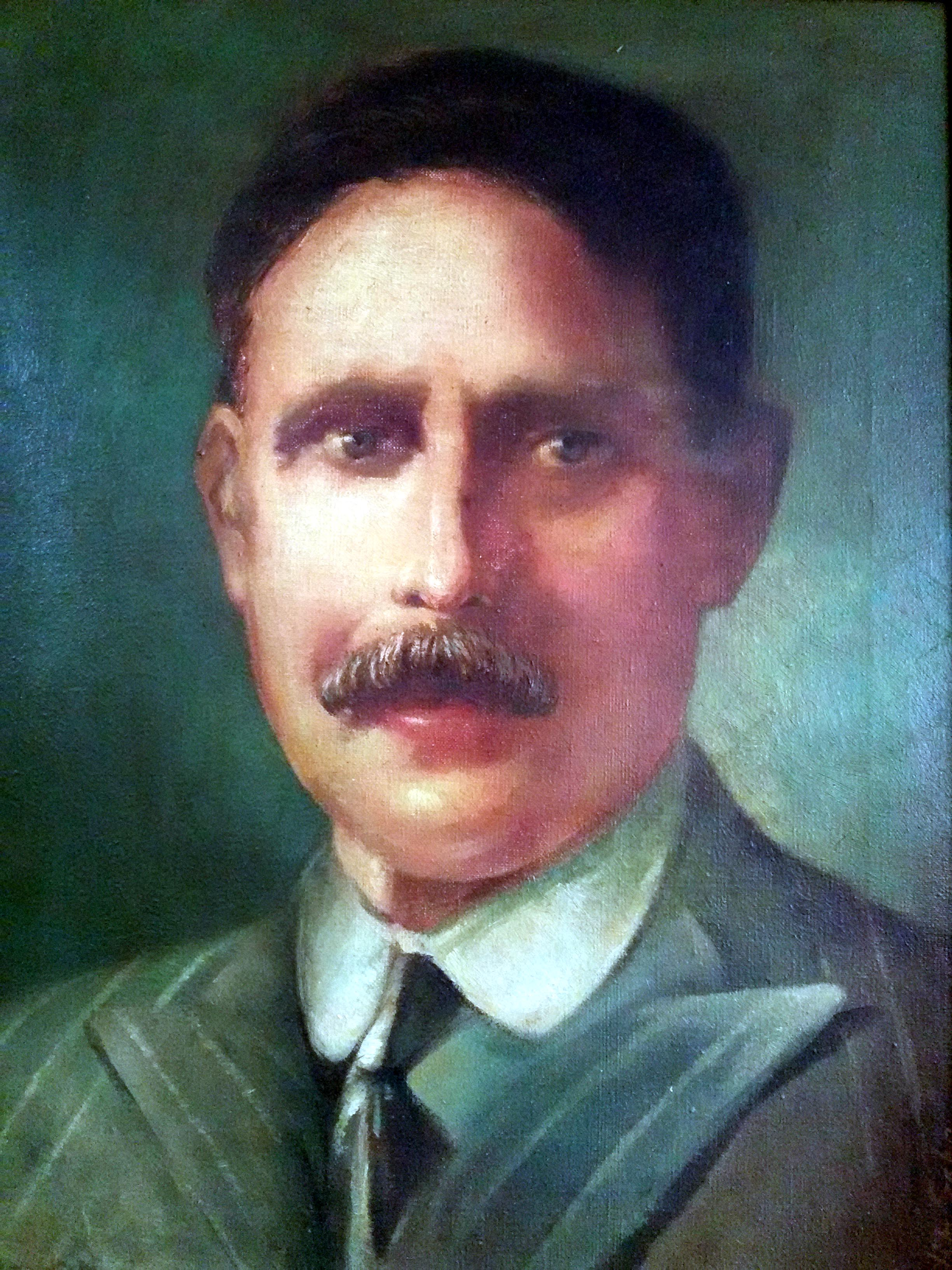
Nelson Annandale (Porträt)

Thomas Nelson Annandale CIE FRSE (* 15. Juni 1876 in Edinburgh, Schottland; † 10. April 1924 in Kalkutta, Indien), allgemein als Nelson Annandale bekannt, war ein schottischer Zoologe und Anthropologe.

## Leben
Annandale war der Sohn eines Chirurgen. Er absolvierte die University of Edinburgh und das Balliol College der University of Oxford. 1905 wurde er zum Doctor of Science an der University of Edinburg promoviert. Ein Jahr zuvor ging er nach Kalkutta, wo er stellvertretender Leiter des Indian Museum wurde. 1907 übernahm er von John Anderson den Direktorenposten. Unter Annandales Leitung erlebte das Museum eine rasche Erweiterung. Die Sammlungen wurden stetig vergrößert und in ganz Indien wurden Studien durchgeführt. Annandale gründete das Journal Records and Memoirs und er bildete eine Generation von indischen Zoologen aus. 1916 gründete er die Zoological Survey of India und war deren erster Direktor bis zu seinem plötzlichen Tod im April 1924 im Alter von 48 Jahren. Im selben Jahr wurde er zum Fellow der Royal Society nominiert. Zu Annandales Studenten gehörten C. R. Narayan Rao, Baini Prashad und Sunder Lal Hora. Letzter wurde 1921 Kurator für Fische, Reptilien und Amphibien im Indian Museum und 1947 Direktor des Museums.
Annandale interessierte sich zunächst für die Anthropologie, obwohl sein erster wissenschaftlicher Artikel herpetologischer Natur aus dem Jahr 1902 stammt. In Indien war er hauptsächlich als Zoologe tätig und seine Forschung widmete sich nahezu jeder Tiergruppe, einschließlich den Wirbellosen. Daher war die Herpetofauna Indiens nur eine seiner vielen Interessen. Annandale war ein eifriger Sammler, der nicht nur in ganz Indien arbeitete, sondern auch in Palästina, auf der Malaiischen Halbinsel, in die Republik China, Japan und Marokko. Sein besonderes Interesse galt der Fauna der asiatischen Seen.
Annandale veröffentlichte nahezu 70 Fachartikel, darunter befinden sich die Erstbeschreibungen von 15 Reptilien- und 14 Amphibienarten, die heute noch gültig sind. Zu seinen bekanntesten Entdeckungen zählt der Barkudia-Skink (Barkudia insularisis), der 1917 für ausgestorben erklärt und 2003 wiederentdeckt wurde. Annandale führte auch faunistische Erhebungen durch, wobei eine bedeutendsten Studienreisen die Herpetofauna in der Wüstenregion im Süden Indiens im Jahr 1906 betrifft. Weitere Arbeiten befassten sich mit den Weichschildkröten (1912) und dem Fernen Osten (1917). Sein Interesse an der Seenfauna führte zum Studium von Kaulquappen, die Thema von mehreren seiner Artikel waren. 1912 veröffentlichte er eine bedeutende herpetologische Erhebung aus Abor (heute Arunachal Pradesh), eine Grenzregion nördlich des Assamterritoriums. 1907 veröffentlichte er einen Bericht über die Reptilien und Amphibien von Nepal und dem westlichen Himalaya, der in Zusammenarbeit mit George Albert Boulenger und Frank Wall entstand.

## Dedikationsnamen
Frank Fortescue Laidlaw (1876–1963) beschrieb 1901 die Seeschlangenart Hydrophis annandalei. Boulenger benannte im Jahr 1903 die Tempelschildkröte (Heosemys annandalii) und im Jahr 1906 die Froschart Raorchestes annandalii zu Ehren von Nelson Annandale. Max Bernhauer benannte im Jahr 1911 den Kurzflügelkäfer Dianous annandalei nach ihm. William A. Newman (1927–2020) und Arnold Ross stellten 1971 die Krebsgattung Annandaleum auf. Aaron M. Bauer benannte 2003 die Geckoart Cyrtodactylus annandalei nach Annandale.